# Мартыновка (Дубенский район)
Мартыновка (укр. Мартинівка) — село в Смыгской поселковой общине Дубенского района Ровненской области Украины.
Население по переписи 2001 года составляло 380 человек. Почтовый индекс — 35680. Телефонный код — 3656. Код КОАТУУ — 5621689507.